# Oravský Biely Potok
Oravský Biely Potok (hongrois : Árvafejérpatak) est un village de Slovaquie situé dans la région de Žilina.

## Histoire
La première mention écrite du village date de 1567.

## Démographie

### Évolution de la population
| Année:               | 1994. | 2004.   | 2014.    | 2024.   |
| -------------------- | ----- | ------- | -------- | ------- |
| Nombre de personnes: | 563   | 618     | 715      | 760     |
| Différence:          |       | +9,76 % | +15,69 % | +6,29 % |

| Année:               | 2023. | 2024.   |
| -------------------- | ----- | ------- |
| Nombre de personnes: | 748   | 760     |
| Différence:          |       | +1,60 % |